# Helmut Leckron
Helmut Leckron (* 27. Dezember 1932; † 16. November 2023 in Bad Dürkheim) war ein deutscher Gärtnermeister, Blumenhändler und Kommunalpolitiker aus Bad Dürkheim. 

## Biographie
1958 begann Leckron seine berufliche Laufbahn als Blumenverkäufer; das Geschäft befand sich in der Leininger Straße in der nähe des Bad Dürkheimer Stadtplatzes. Später verkaufte er ebenso auf dem Mannheimer Blumengroßmarkt. Ab 1977 gehörte er dessen Aufsichtsrat an und von 1988 bis 2006 war er dessen Vorsitzender. Später wurde er zu dessen Ehrenpräsidenten.
Darüber hinaus saß er von 1974 bis 1999 für die CDU im Stadtrat von Bad Dürkheim und zehn Jahre im Kreistag des Landkreises Bad Dürkheim. Er setzte sich außerdem erfolgreich für den Wiederaufbau der Kapelle auf dem Michelsberg ein, der 1990 geschah. Diese soll selbst Menschen, die über Jahre zerstritten waren, wieder zusammengebracht haben. Er erhielt unter anderem dafür das Bundesverdienstkreuz.
In seiner Heimatstadt fand Helmut Leckron im Familiengrab im November 2023 seine letzte Ruhestätte.

## Mitgliedschaften
Zudem war er Mitglied im karitativ tätigen Herren Club Kiwanis Weinstraße, der 2002 mit dem Damen Club Kiwanis Bad Dürkheim zum Kiwanis Club Bad-Dürkheim / Weinstrasse fusionierte.

## Auszeichnungen
- 1999: Stadtehrenplakette in Gold der Stadt Bad Dürkheim
- 2004: Bundesverdienstkreuz am Bande[7]
- 2009: Ehrenteller der Landwirtschaftskammer Rheinland-Pfalz[8]